# Prospekt Mira (métro de Moscou, ligne Kaloujsko-Rijskaïa)
Pour les articles homonymes, voir Prospekt Mira.
Prospekt Mira (en russe : Проспе́кт Ми́ра et en anglais : Prospekt Mira) est une station de la ligne Kaloujsko-Rijskaïa (ligne 6 orange) du métro de Moscou, située sur le territoire du raïon Alekseïevski  dans le district administratif nord-est de Moscou.
Elle est dénommée Botanitcheski sad (Ботанический сад) lors de sa mise en service en 1958, elle prend son nom actuel en 1966.
La station est ouverte tous les jours aux heures de circulation du métro, elle permet une correspondance avec la ligne Koltsevaïa (ligne 5 marron) via la station spécifique homonyme. Elle est desservie par des trolleybus et des autobus.

## Situation sur le réseau
Établie en souterrain, à 50 mètres sous le niveau du sol, la station Prospekt Mira est située au point 027+70 de la ligne Kaloujsko-Rijskaïa (ligne 6 orange), entre les stations Rijskaïa (en direction de Medvedkovo), et Soukharevskaïa (en direction de Novoïassenevskaïa).
Une liaison piétonne souterraine permet une correspondance avec la ligne Koltsevaïa (ligne 5 marron) via la station spécifique homonyme.

## Histoire
La station, alors dénommée, Botanitcheski sad (Ботанический сад) est mise en service le 1er mai 1958, lors de l'ouverture à l'exploitation de la première section, longue de 4,5 kilomètres, entre la station et VDNKh.
Les piliers de la station sont en marbre blanc garnis de corniches métalliques, tandis que les murs sont recouverts de carreaux de céramique blanc cassé avec des rayures noires horizontales.

Architecture et décoration de la station
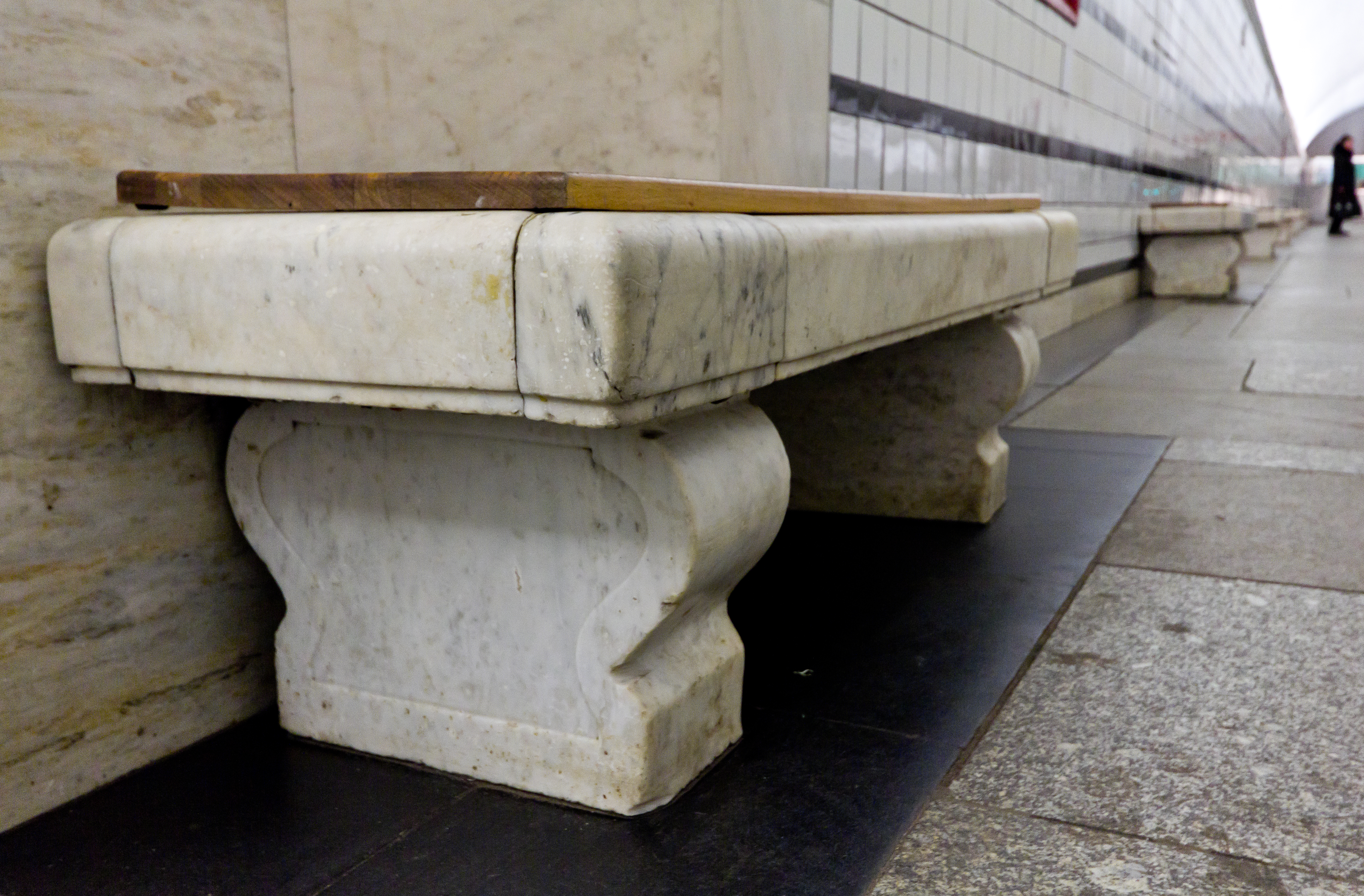
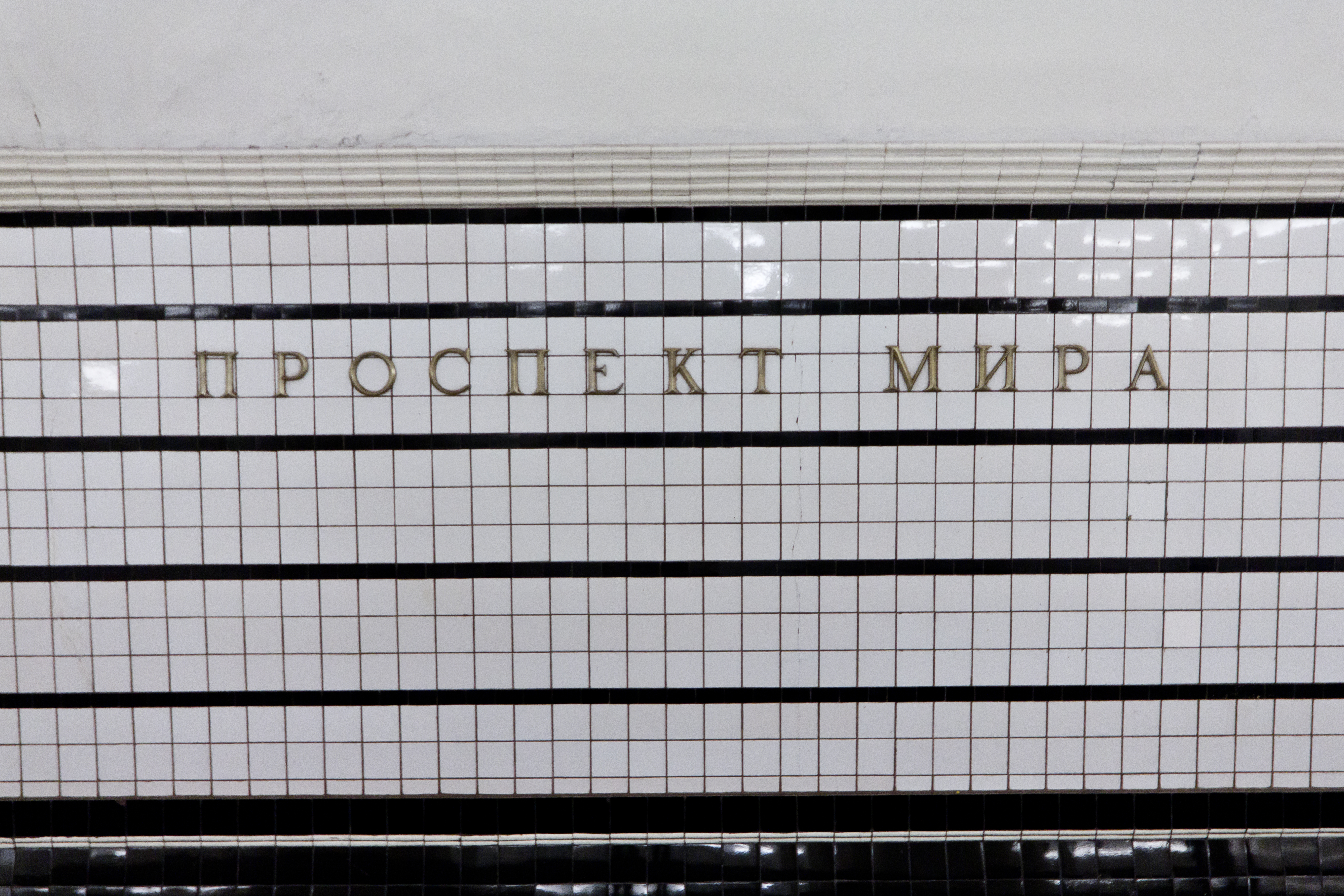
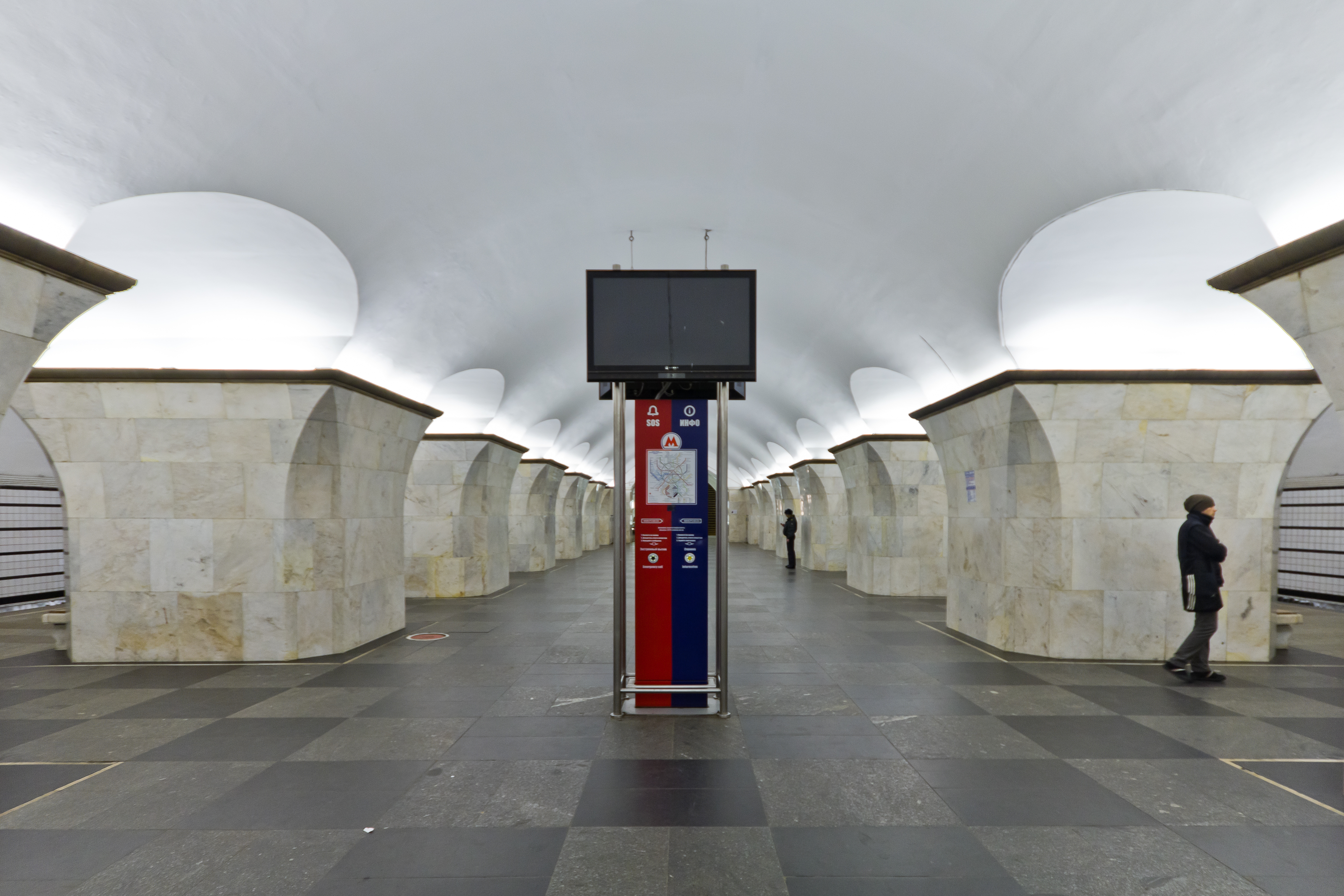

Elle est renommée avec son nom actuel, Prospekt Mira, le 20 juin 1966.

## Services aux voyageurs

### Accès et accueil
L'entrée de la station est située sur le côté ouest de Prospekt Mira (nord de Protopopovsky Pereoulok) au rez-de-chaussée du bâtiment abritant le centre de contrôle central du réseau métropolitain.

### Intermodalité

Installations et desserte de la station
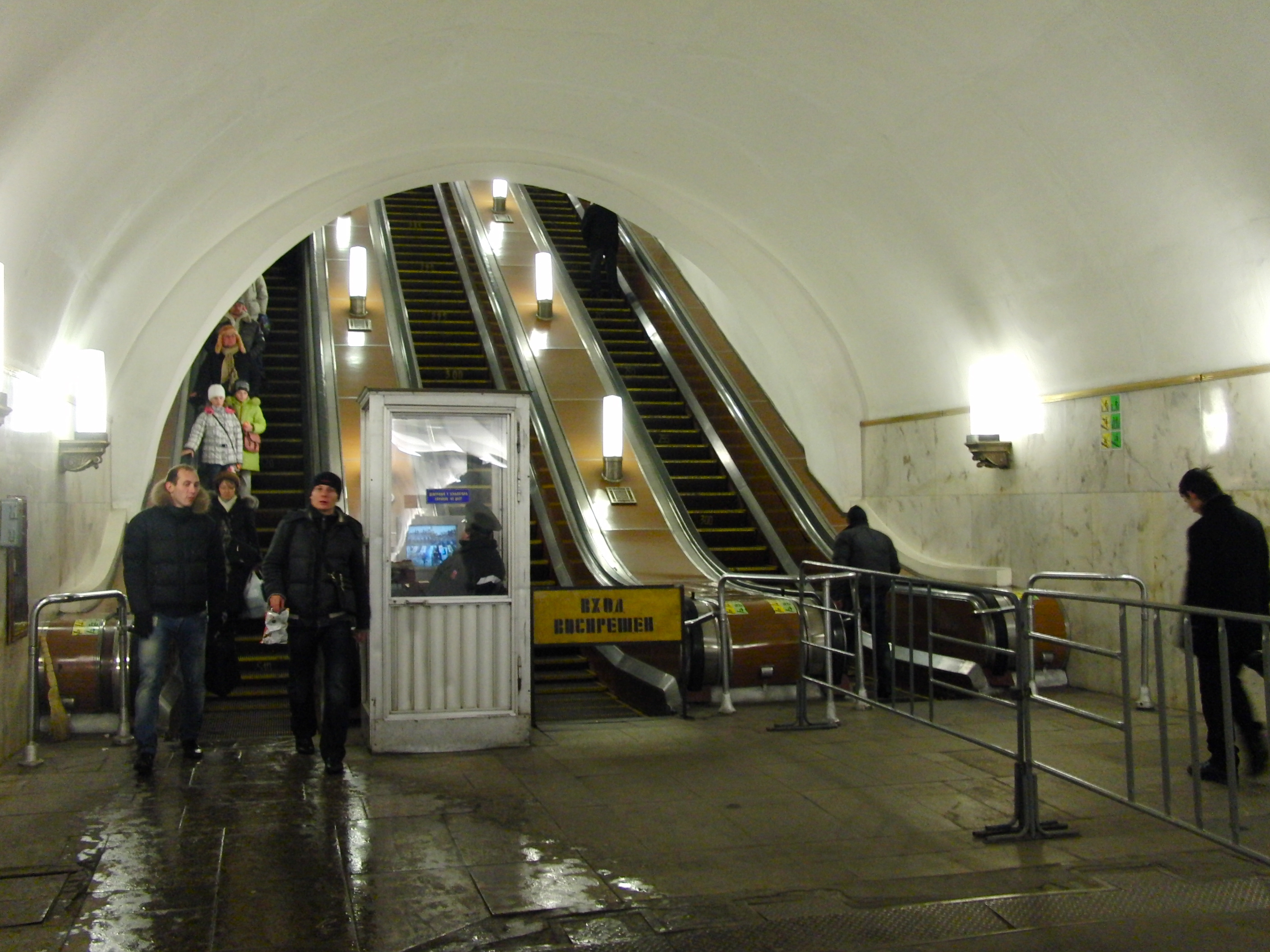
Escaliers mécaniques.
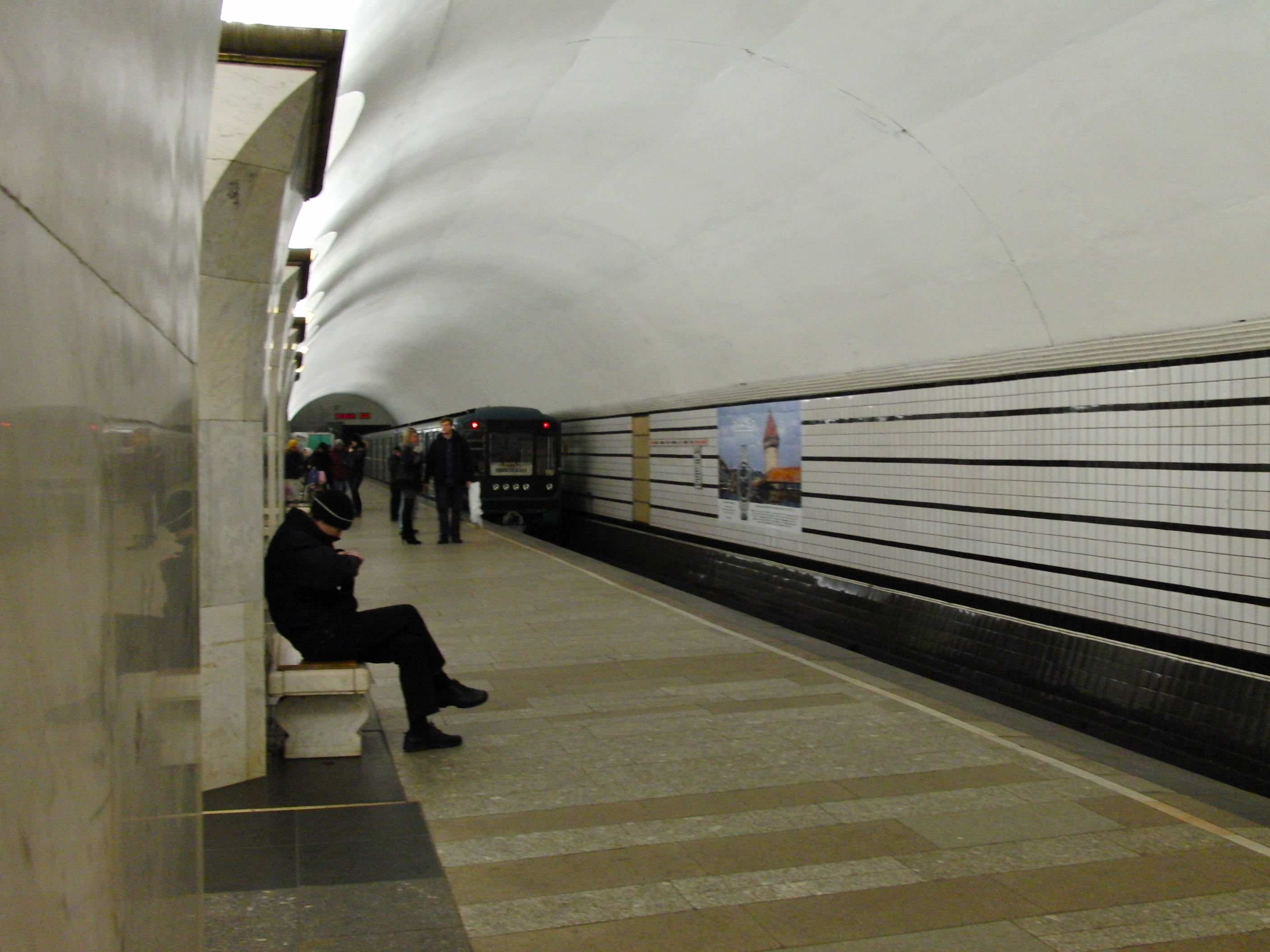
Desserte.
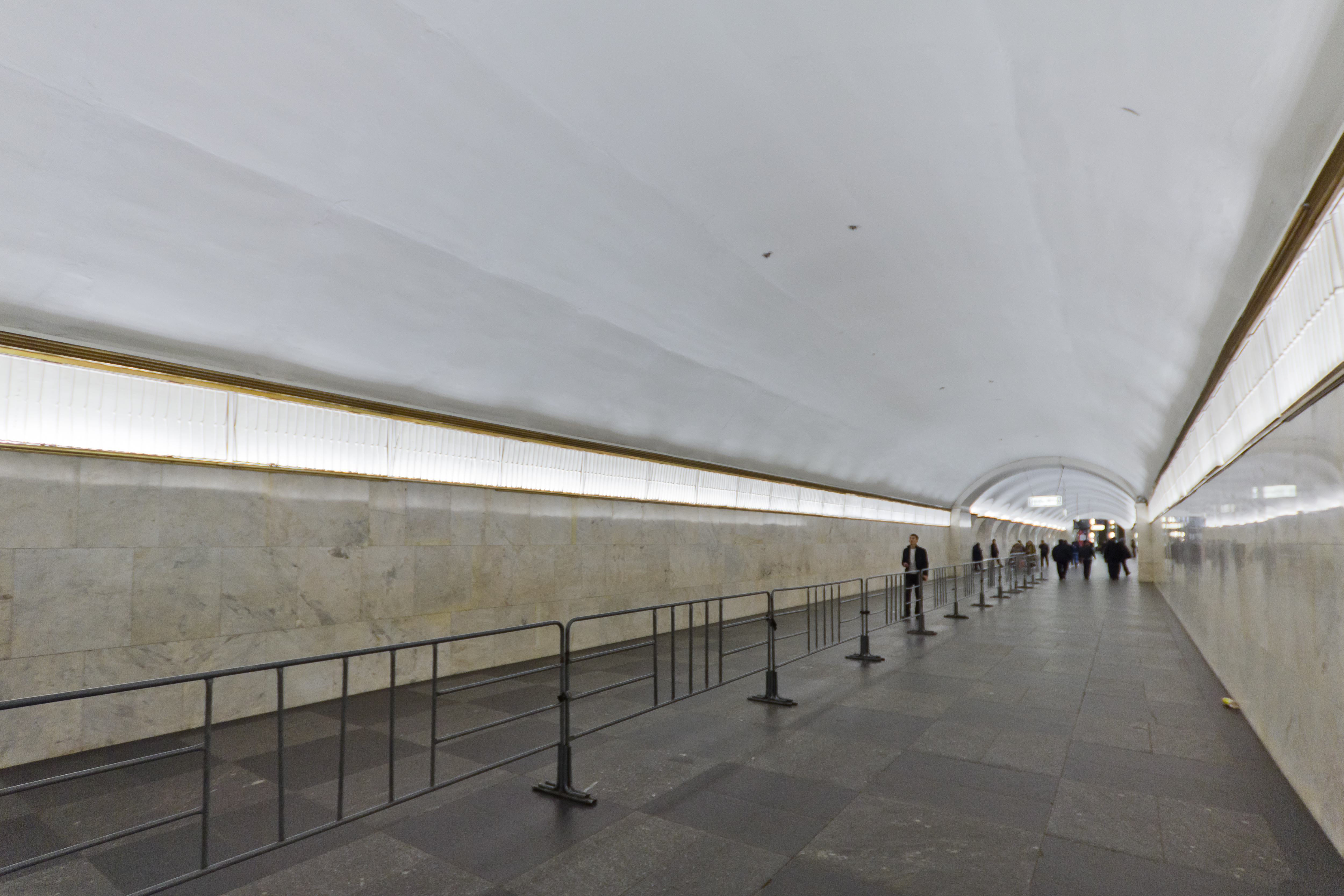
Correspondance ligne 5.

## Lieux proches
- Jardin de l'apothicaire